# Mediodactylus brachykolon
Mediodactylus brachykolon là một loài thằn lằn trong họ Gekkonidae. Loài này được Krysko, Rehman & Auffenberg mô tả khoa học đầu tiên năm 2007.